# 후쿠도메 고스케
후쿠도메 고스케(일본어: 福留 孝介, ふくどめ こうすけ, 1977년 4월 26일~)는 일본의 전 프로 야구 선수이며, 전 센트럴 리그인 주니치 드래건스의 소속(외야수)이다.
애칭은 도메 상(ドメさん), 도메(ドメ).

## 인물

### 프로 입단 전
가고시마현 태생으로 초등학교 3학년때부터 소프트볼을 시작하여 6학년때는 전국 대회에 출전, 중학생 시절 당시 고교 명문인 PL가쿠엔 고등학교의 다쓰나미 가즈요시를 동경하고 있어 주니치 드래건스의 캠프를 견학갔을 당시에 입단한 지 얼마 안된 다쓰나미(1988년에 입단)로부터 배트나 싸인을 받은 적도 있었다. 1995년 다쓰나미의 출신 고교인 PL가쿠엔 고등학교의 4번 타자로 활약하면서 1학년때인 가을 대회에서 4번 타자로 뛰었으며, 3학년때 여름 대회의 지방 예선 경기에서는 7개의 홈런을 기록했다. 그 해 고교 야구의 간판 타자로 군림하면서 프로 야구 각 구단의 스카우터들로부터 큰 주목을 받았다.
같은 해에 있은 프로 야구 드래프트 회의에서는 지명 순위 1순위로 7개 구단들이 경합하여 고교생 선수에 대한 7개 구단들의 1순위 지명 경합은 1985년의 기요하라 가즈히로의 6개 구단 1순위 지명 경합을 웃도는 역대 1위였다. 당시 오사카 긴테쓰 버펄로스의 감독으로 취임한 지 얼마 안된 사사키 교스케가 교섭권을 획득하면서 이 때는 후쿠도메가 지명을 거부해 사회인 야구팀에서 활동하게 되었지만, 사사키는 후에 주니치 드래건스의 타격 코치와 감독 대행이 되면서 이후에 후쿠도메를 직접 지도하게 된다.
정작 후쿠도메 본인은 “주니치나 요미우리가 아니면 가지 않겠다”라고 밝힌 적도 있어 이를 거절해 사회인 야구팀인 닛폰 생명에 입단했다. 닛폰 생명에서 활동할 당시 사상 최연소로 1996년 애틀랜타 올림픽 일본 국가대표팀 선수로 발탁되어 팀의 은메달 획득에 기여를 했다. 1998년의 프로 야구 드래프트 회의에서 주니치 드래건스를 역지명, 드래프트 1순위로 입단하여 입단 당시의 포지션은 유격수로 배정받았다.

### 주니치 드래건스 1기

#### 1999년 ~ 2001년
입단 첫 해인 1999년에는 당시 호시노 센이치 감독이 적극적으로 스타팅 멤버에 기용하여 후쿠도메는 2할 8푼 4리의 타율과 16개의 홈런을 기록하여 신인으로서는 최고의 성적을 거두면서 팀의 리그 우승에 공헌했다. 그러나 삼진의 개수가 리그 1위를 기록하는 등 엉성함도 눈에 띄면서 수비면에서도 부진에 시달리기도 하였다. 어깨나 다리도 좋지만 타격감이 나쁘고, 페넌트레이스나 일본 시리즈에서도 패인으로 연결되는 수비 실책이 많아지는 등 경기 종반에 교체 당하는 수모를 겪기도 했다. 데뷔 2년 째는 수비의 부담이 적은 3루수로 수비 보직을 변경하였지만 이렇다 할만한 성적이 나오지 않아 침체를 겪었고, 프로 3년차에는 수비에서도 실책이 겹치면서 타격에도 악영향을 미치는 등 최악의 부진에 빠졌다.
2000년은 수비의 부담이 적은 3루수로 변환되었지만 실책이 계속 이어졌고, 2001년에는 수비 불안으로 인해 타격에도 악영향을 미치는 등 극심한 부진에 빠졌다. 6월 26일 삿포로 돔에서의 처음이자 프로 야구 경기를 치른 요미우리와의 1회초에 상대 투수 대럴 메이가 던진 초구를 오른쪽 스탠드를 향해 때려내면서 삿포로 돔에서 프로 야구 첫 경기를 치른 기념으로 삿포로 돔의 초구를, 제1호 홈런볼로 처리했다. 이 홈런은 ‘등번호 1번의 후쿠도메가 1회초에 1번 타자로서 초구를 때려낸 제1호 홈런’이라고 표현했다.

#### 2002년
호시노 감독의 후임으로 야마다 히사시 감독이 취임한 이후 외야 코치의 진언에 의해 본격적으로 외야수로 수비 보직을 전환했다. 당초 역시 수비에는 어려움이 있었지만 연습의 보람도 있어 우익수로 정착했다. 본래의 강한 어깨가 살아나게 되면서 강한 어깨의 지표라고도 말하는 오른쪽 땅볼도 기록했다. 시즌 말미에는 사사키 교스케 타격 코치로부터 대폭적인 타격 개조를 실시했으며, 이후 수비의 능숙함과 함께 타격도 크게 상승하면서 3번 타자로 정착한다. 마쓰이 히데키(당시 요미우리 자이언츠)의 타격 3관왕을 저지하는 3할 4푼 3리의 센트럴 리그 타격왕 타이틀을 획득하면서 프로 데뷔 후 첫 타이틀을 석권하게 되었다.

#### 2003년

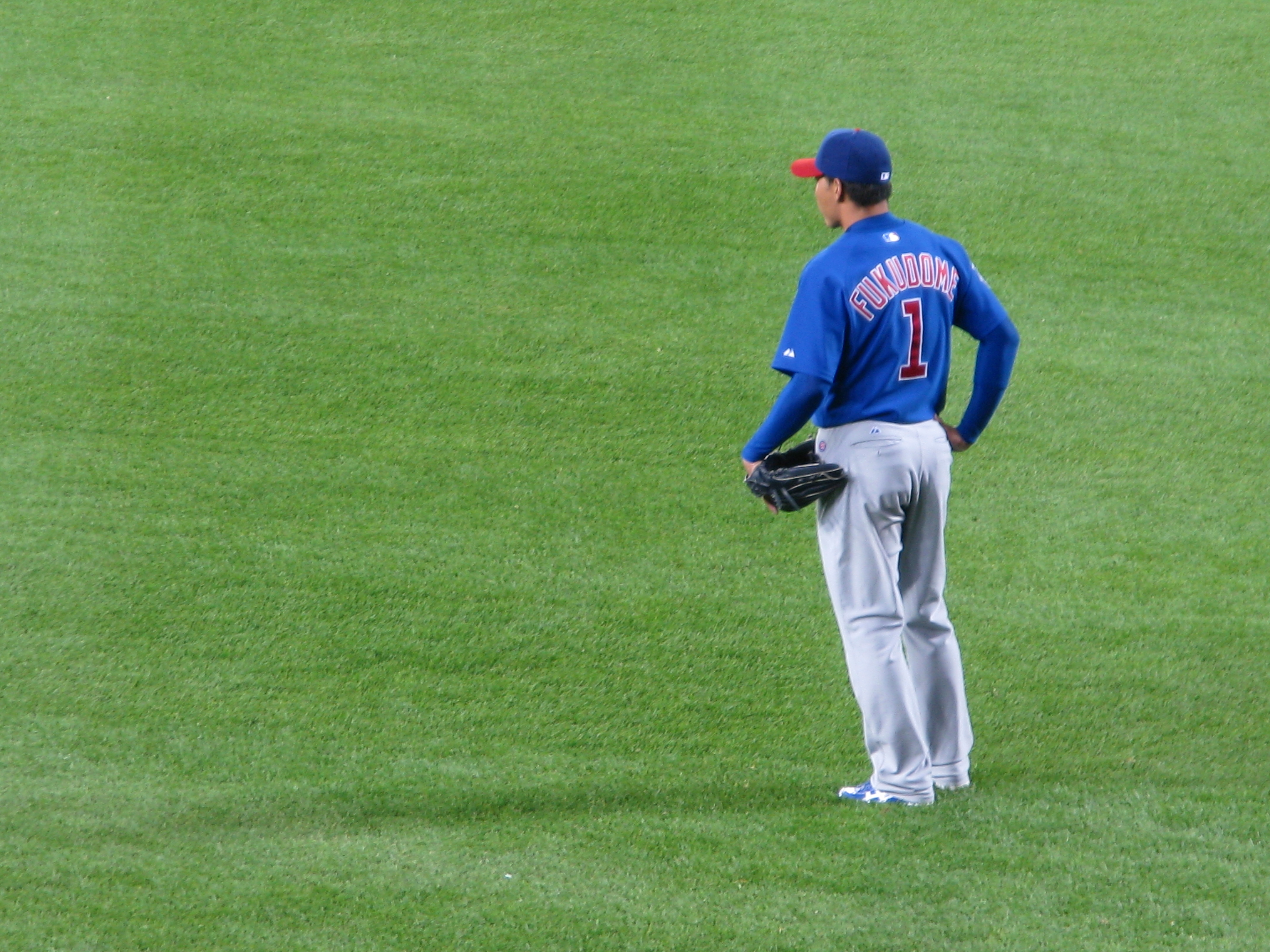
외야에서 수비를 보고 있는 후쿠도메

이듬해 2003년 시즌에도 전년도와 마찬가지로 3할 대의 타율을 기록했고, 홈런 부문에서도 개인 최다인 34개의 홈런을 기록, 리그 최다인 11개의 3루타를 기록하는 등 팀의 중심축을 담당하는 간판 타자로서의 평가를 받았다. 이 때부터 백스윙 등 동작을 크게 취하는 타격폼을 몸에 익혔다.

#### 2004년
팀내 간판 타자의 예기치 못한 사정에 의해 개막전부터 4번 타자로 활약했고, 이후 아테네 올림픽 일본 국가대표팀 선수로 발탁되면서 1996년 올림픽 이후 두 번째로 올림픽 본선 무대에 출전하는 등 팀의 일원으로서 동메달을 획득하는 일조를 했다. 올림픽이 폐막한 이후에 귀국해 소속팀으로 복귀했지만, 복귀한 지 2경기만에 한신 타이거스의 투수인 시모야나기 쓰요시로부터 사구를 받아 부상당하는 수모를 겪었다. 팀은 후쿠도메를 선발 라인업에 제외한 상태에서 리그 우승을 이끌었지만 세이부 라이온스와의 일본 시리즈 맞대결에서 3승 4패의 성적을 기록해 우승 달성에 실패하는 고배를 마셨다.

#### 2005년
이듬해 개막 이후부터 활약하는 등 3할 2푼 8리의 타율과 홈런 28개, 103타점의 성적을 기록하면서 통산 3번째의 골든 글러브상을 수상했다. 그러나 후쿠도메 본인은 팀의 리그 우승을 놓쳤기 때문에 과거의 성적에도 만족하고 있지 않으면서 같은 해에 있은 팀의 가을 캠프에서 시행 착오를 거듭한 끝에 타격 폼을 히로시마 도요 카프의 마에다 도모노리 타입의 타격 폼을 변경하기에 이르렀다.

#### 2006년
오 사다하루 감독이 이끄는 2006년 월드 베이스볼 클래식 일본 대표팀 선수로 발탁되어 선발 라인업의 3번 타자로 기용되었지만 예선 경기인 중국전에서의 홈런 이외에는 뚜렷한 결과가 나오지 않았다. 그러나 주전에서 제외된 준결승전인 대한민국전에서 7회에 대타로 출전, 상대인 김병현으로부터 선제 2점짜리 홈런을 기록하는 등 일본의 결승 진출에 크게 공헌했다. 그때까지 일본은 한국과의 경기에서 2패를 당해 3연패를 할 수 없는 상황이었기 때문에 이 홈런은 언론에도 크게 다루어졌다. 결승전인 쿠바와의 경기에서도 대타로 출전하여 2점짜리 적시타를 날리는 등 특유의 힘을 발휘했다.
이후 정규 시즌에서는 개막전에서 5번으로 기용되었지만 3번 타자였던 이바타 히로카즈의 부진으로 인해 3번 타자로 활약했다. 같은 해인 6월 14일, 인보이스 세이부 돔에서 열린 세이부 라이온스(5차전)와의 대결에서 좌중간을 가르는 2루타를 때리는 등 개인 통산 1000안타를 달성했다.
6월말에는 허벅지 부상으로 14경기를 결장하는 시련을 겪었지만 1군 복귀 후에는 타율 부문에서 계속 1위 자리를 지키면서 독주했고, 시즌 종반인 10월 10일에 팀은 매직 넘버 ‘1’을 남긴 상태에서 센트럴 리그 우승을 결정짓는 요미우리와의 경기에서 연장 12회초에 결승타가 되는 점수를 만들어내며 팀의 리그 우승을 결정함과 동시에 시즌 타율인 3할 5푼 1리, 장타율 6할 5푼 9리, 30홈런, 100타점, 100득점을 달성했다. 여기에서 3할대의 타율과 30개의 홈런, 100타점, 100득점 등은 주니치의 선수로서 56년 만에 달성하는 쾌거를 이루어냈다. 또 2위와의 타율 격차를 큰 폭으로 벌리면서 2002년 이후 4년 만에 타격왕 타이틀과 2년 연속 최고 출루율을 연거푸 석권했고, 2루타도 47개를 기록했다. 시즌 종료 후인 11월 14일에는 타격왕과 최고 출루율을 연거푸 석권한 공로로 센트럴 리그 MVP를 석권하는 영예를 안게 되었다. 수비 포지션도 개막전에서는 우익수였으며, 이후 원래 예정되어 있던 중견수에 배정되었지만 시즌 종반에서는 다시 우익수로 변경이 되었다.

#### 2007년
개막 이후부터 부동의 3번 타자로서 활약하였지만, 7월 중순부터 오른쪽 팔꿈치 상태가 악화되면서 경기 출전을 삼가는 일이 많아 올스타전 팬투표에서 최초로 팬들에 의해 선정되었다. 올스타전에서 지명타자로 타석에 섰으며(결과는 유격수 땅볼), 그 후도 몸 상태를 보면서 회복의 기미가 나타나게 되면 복귀를 도모하고 있었지만 8월에 미국으로 도미하여 내시경에 의한 제거 수술을 받기로 결심을 했다. 이것에 의해 시즌 도중의 복귀는 불가능하게 되면서 이후에 계속되는 클라이맥스 시리즈와 일본 시리즈도 출전할 수 없었다(당시에는 일본 시리즈 출전 선수 40명 범위에는 들어가 있었다).
주니치의 토박이 야수로서는 ‘미스터 드래건스’(ミスタードラゴンズ) 라고 불리는 다쓰나미 가즈요시를 능가하는 맹활약을 하고 있는 것부터 차기 ‘미스터 드래건스’의 가장 유력한 후보로 거론될 정도였다. 2006년 12월 2일의 TV 토크쇼에 출연하여 사회자로부터 “메이저 리그에 흥미는 있습니까?” 라는 질문에 “흥미가 없다고 말하면 거짓말로 비춰지기 때문에 관심은 있습니다. WBC에 출전한 것을 계기로 메이저 리그에 대한 동경이 있으면서 한층 강해졌다”라고 대답하여 FA권 취득 이후의 메이저 리그 이적에 함축적 의미를 갖게 하는 발언을 했다. 2007년 시즌 종료 후 2007년부터 적용되고 있는 부상자 특례 조치에 의해 FA권을 취득, 같은해 10월 12일에 FA권을 행사했다.
12월 12일에 시카고 컵스와의 4년 계약을 맺으면서 총액 4,800만 달러(약 53억엔)의 계약에 합의했다고 보도되었다. 그리고 도미 후에 신체 검사를 거쳐 12월 19일에 본거지에서 정식 계약을 주고 받아 등번호는 일본에 있을 때와 마찬가지로 1번으로 될 것이라는 발표를 했다. 또한 귀국 후인 12월 22일에 기자 회견을 실시했다.

### 메이저 리그 시절

#### 시카고 컵스

##### 2008년

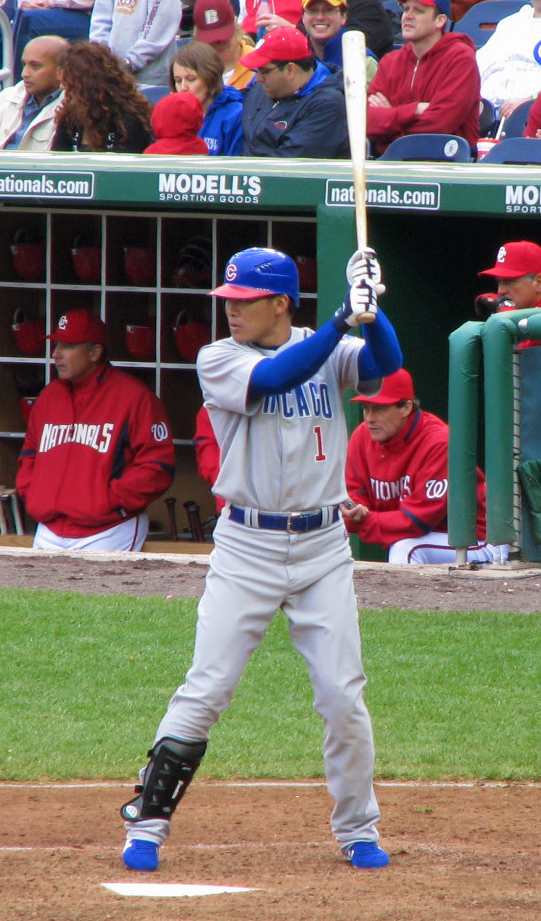
타석에서의 후쿠도메

시범 경기에서는 컵스에 좌타자가 거의 없었기 때문에 루 피넬라 감독은 2번, 3번, 5번으로 기용해 어느 타순이 후쿠도메에 잘 맞고 있는지를 모색했다. 결국 2008년 3월 31일 개막전의 밀워키 브루어스전에서는 5번 우익수로 선발 출전해 메이저 리그의 데뷔를 성공적으로 완수했다. 이 경기에서는 시카고 컵스의 팬들이 후쿠도메에 대해 “It's gonna happen”(“무엇인가가 일어날거야” 혹은 “마침내 그 때가 왔다”)이라는 오역이라고 생각할 정도의 “우연이다”라고 쓰여진 사인 보드를 내걸었다. 일본에서 온 후쿠도메를 응원하는 팬으로부터의 후쿠도메에게는 기대의 표현이겠지만 후쿠도메 본인에게 웃음을 전해주기도 했다. 첫 타석에서 메이저 리그 진출 후 첫 안타가 되는 2루타를 기록, 팀은 3점으로 리드한 9회에서 에릭 가니에가 기사회생의 3점짜리 동점 홈런을 날렸지만 최종적으로 개막 경기에서 팀은 패배해 빛이 바랬다. 하지만 후쿠도메는 컵스 팬들로부터 강렬한 인상을 남길 정도의 데뷔 경기를 치렀다. 2008년 5월 1일에는 3할 5푼 3리의 타율을 기록, 올스타전에서 팬 투표에 의해 선출되는 등 전반 경기는 무난하게 끝났다.
그러나 후반기에 들어서면서 타격 부진이 일어나 9월 이후에는 수비 요원으로서의 기용되는 일이 많았다. 팀은 플레이오프에 진출해 1차전과 2차전에서의 선발 멤버로 뛰었지만 무안타에 그치면서 루 피넬라 감독은 “더 이상 후쿠도메를 기용하는 것은 의미가 없다”라고 발언해 시즌을 마감했다.

##### 2009년
4월에는 타율 3할 3푼 8리, 출루율 4할 6푼 1리, 장타율 5할 9푼 2리로 전년도 4월의 성적을 뛰어넘으면서 다소 순조로운 모습을 보여주었지만 5월 이후에는 타율 2할 4푼 5리, 출루율 3할 6푼, 장타율 3할 9푼 3리로 급격히 떨어지면서 최종적으로 성적은 제자리였다. 특히 좌완 투수와 상대하면서 1할 6푼 4리의 타율을 기록해 후반기에는 좌완 투수가 선발로 등판할 때에는 선발에서 제외되는 일이 많았다.

##### 2010년
4월 성적은 타율 3할 4푼 4리, 출루율 4할 4푼 3리, 장타율 6할 4푼 1리로 전년도인 4월의 성적을 웃도는 시작을 보였다. 그 이후에는 뚜렷한 성적을 내지 못해(6월에 본인으로서의 최저 성적인 월간 OPS는 4할 8푼 5리) 8월 2일에는 타율이 2할 4푼 7리까지 떨어졌지만 그 이후에는 회복되면서 8월에는 메이저 리그 3년째에 최고 성적이 되는 월간 타율 3할 6푼 5리, 출루율 4할 6푼 7리, OPS는 1.118을 기록해 9월 1일에는 타율이 2할 8푼 1리까지 상승했다.
8월 10일의 AT&T 파크에서 열린 샌프란시스코 자이언츠전에서 팀 린스컴으로부터 오른쪽 스탠드를 넘는 장외 홈런을 때려내 일본인 최초의 ‘스플래시 안타’를 기록했다. 그러나 9월에는 최종적으로 타율과 장타율, OPS는 개인 최고 성적을 기록했지만 호조와 난조를 반복되는 일이 많아지면서 메이저 리그 3년 째에 처음으로 규정 타석을 채울 수 없었다.

##### 2011년
4월에는 타율 3할 8푼 3리, 출루율 4할 8푼 6리, 장타율 4할, OPS 8할 8푼 6리를 기록하며 여느 해와 마찬가지로 좋은 성적을 보여줬으나 이후에 다시 타격이 부진해지기 시작하면서 시카고 컵스에서의 7월까지 타율 2할 7푼 3리, 출루율 3할 7푼 4리, 장타율 3할 6푼 9리를 기록했다. 7월 28일에는 트레이드에 의해 시카고 컵스를 떠나 클리블랜드 인디언스로 이적하게 되었다. 등번호는 주니치와 시카고 컵스 시절과 똑같은 ‘1’번으로 배정되었다. 그 해 일본인 야수들 모두가 아메리칸 리그에 소속된 팀에서 활약하게 되었다.

#### 클리블랜드 인디언스
7월 29일의 캔자스시티 로열스전에서 이적 후 처음으로 출전했고 8월에는 타율 2할 9푼 3리, 1홈런, OPS가 7할 4푼 4리를 기록했다. 27일에는 계약 종료 후에도 미국에서의 선수 생활을 계속하겠다는 입장을 밝히는 등 현지 언론을 통해 보도되었다. 9월은 4개의 홈런을 때려냈지만 타율 2할 1푼 6리, OPS가 6할 2푼 3리를 남기면서 다시 침체를 겪었고 특히 출루율은 클리블랜드에 이적하기 전에는 3할 7푼 4리의 높은 성적을 남기고 있었지만 이적 후에는 3할 대 밑으로 떨어졌다. 최종적으로 시즌 타율은 2할 6푼 2리, 8홈런, 35타점, OPS는 7할 1푼 2리에 끝났지만 이것은 타율을 제외하면 메이저 리그에 이적한 이후 처음으로 최악의 성적을 남겼다.

#### 시카고 화이트삭스
이듬해 2012년 2월 14일, 시카고 화이트삭스와 1년 간 100만 달러의 계약을 맺었고(2년째는 연봉 300만 달러의 구단 옵션) 주로 대타나 대수비로 교체 투입되었지만 24경기에 출전하여 타율 1할 7푼 1리, 단 한 개의 홈런을 기록하지 못했다. 6월 7일에는 오른쪽 옆구리 통증으로 부상자 명단에 들어갔고 22일에 전력외 선수로 분류돼 26일에 방출되었다.

#### 뉴욕 양키스
7월 13일에 뉴욕 양키스와 마이너 리그 계약을 맺어 트리플 A팀에서는 39경기에 출전해 타율 2할 7푼 6리, 홈런 2개, 8할 1푼 8리의 OPS를 기록했다. 외야수의 타 22경기에서 1루수로도 기용되었지만 메이저 리그에 승격되지는 못했고 시즌 마지막 날인 9월 3일에 방출되었다.

### 한신 타이거스 시절
2012년 12월 25일에 한신 타이거스와의 입단에 합의하면서 최대 3년간 7억 5,000만 엔의 계약을 맺고 6년 만에 일본 야구계에 복귀하게 되었다. 2020년 10월 20일에 방출되었다.

### 주니치 드래건스 2기
2021년 시즌을 앞두고 주니치 드래건스에 복귀하였다. 2022년 9월 8일에 현역은퇴을 선언하였다.

## 상세 정보

### 출신 학교
- PL가쿠엔 고등학교

### 선수 경력
사회인 시대
- 닛폰 생명

NPB
- 주니치 드래건스(1999년 ~ 2007년)
- 한신 타이거스(2013년 ~ 2020년)
- 주니치 드래건스(2021년 ~ 2022년)

MLB
- 시카고 컵스(2008년 ~ 2011년)
- 클리블랜드 인디언스(2011년)
- 시카고 화이트삭스(2012년)

국가 대표 경력
- 1996년 애틀랜타 올림픽 일본 국가대표
- 2004년 아테네 올림픽 일본 국가대표
- 2006년 월드 베이스볼 클래식 일본 국가대표
- 2009년 월드 베이스볼 클래식 일본 국가대표

### 수상·타이틀 경력

#### 타이틀
- 수위 타자: 2회(2002년, 2006년)
- 최고 출루율: 3회(2003년, 2005년, 2006년)

#### 수상
- MVP: 1회(2006년)
- 베스트 나인: 4회(2002년, 2003년, 2006년, 2015년)
- 골든 글러브상: 5회(2002년, 2003년, 2005년, 2006년, 2015년)
- 월간 MVP: 1회(2002년 9월)
- 최우수 JCB·MEP상: 1회(2006년)
- 우수 JCB·MEP상: 1회(2005년)
- JA 전농 Go·Go상: 5회
  - 강한 어깨상: 2002년 9월, 2003년 9월, 2004년 9월, 2005년 9월
  - 최다 2·3루타상: 2005년 8월
- 사요나라상
  - 연간 대상: 1회(2014년)
  - 월간 대상: 2회(2013년 4월, 2014년 7월)

#### 국제 대회
- 1996년 애틀랜타 올림픽 은메달
- 2004년 아테네 올림픽 동메달

### 개인 기록

#### 첫 기록(NPB)
- 첫 출장·첫 선발 출장: 1999년 4월 2일, 대 히로시마 도요 카프 1차전(나고야 돔), 2번·유격수로서 선발 출장
- 첫 타석: 상동, 1회말에 나단 민치로부터 중견수 뜬공
- 첫 타점: 1999년 4월 4일, 대 히로시마 도요 카프 3차전(나고야 돔), 2회말에 히로이케 고지로부터 중견수 희생플라이
- 첫 안타·첫 2루타: 상동, 7회말에 기토 마코토로부터 우중간에 2루타
- 첫 홈런: 1999년 4월 16일, 대 요미우리 자이언츠 1차전(도쿄 돔), 3회초에 발비노 갈베스로부터 우중간에 선제 솔로 홈런
- 첫 도루: 1999년 6월 23일, 대 요미우리 자이언츠 13차전(나고야 돔), 4회말에 2루 안착(투수: 미사와 고이치, 포수: 무라타 신이치)

#### 기록 달성 경력(NPB)
- 통산 100홈런: 2004년 4월 14일, 대 요미우리 자이언츠 5차전(도쿄 돔), 8회초에 우에하라 고지로부터 우월 역전 결승 2점 홈런 ※역대 230번째
- 통산 150홈런: 2006년 4월 9일, 대 요미우리 자이언츠 3차전(나고야 돔), 6회말에 게리 글러버로부터 우월 솔로 홈런 ※역대 140번째
- 통산 1000안타: 2006년 6월 14일, 대 세이부 라이온스 5차전(인보이스 세이부 돔), 3회초에 크리스 깃셀로부터 좌중간에 2루타 ※역대 241번째
- 통산 1000경기 출장: 2007년 4월 6일, 대 요코하마 베이스타스 1차전(나고야 돔), 3번·우익수로서 선발 출장 ※역대 415번째
- 통산 200홈런: 2014년 4월 29일, 대 히로시마 도요 카프 4차전(한신 고시엔 구장), 8회말에 브라이언 벌링턴으로부터 중월 솔로 홈런 ※역대 99번째
- 통산 2루타 300개: 2015년 8년 16일, 대 도쿄 야쿠르트 스왈로스 19차전(메이지 진구 야구장), 8회초에 올랜도 로만으로부터 좌중간 적시 2루타 ※역대 63번째

#### 기타(NPB)
- 사이클링 히트: 2003년 6월 8일, 대 히로시마 도요 카프 14차전(나고야 돔) ※역대 55번째(59번째)
- 사이클링 히트: 2016년 7월 30일, 대 주니치 드래건스 17차전(한신 고시엔 구장) ※역대 55번째(69번째)
- 5경기 연속 홈런(2003년 9월 9일 ~ 9월 13일)
- 시즌 최다 2루타: 47개(2006년) ※센트럴 리그 기록.
- 시즌 186안타(2002년) ※주니치 구단 기록.
- 올스타전 출장: 4회(1999년, 2002년 ~ 2004년)

#### MLB
- MLB 올스타전 출장: 1회(2008년)

### 등번호
- 1(1999년 ~ 2012년)
- 8(2013년 ~ 2020년)
  - 17(2006년 월드 베이스볼 클래식 등번호)[3]
- 9(2021년 ~ )

### 연도별 타격 성적
| 연 도     | 소 속     | 경 기 | 타 석 | 타 수 | 득 점 | 안 타 | 2 루 타 | 3 루 타 | 홈 런 | 루 타 | 타 점 | 도 루 | 도 루 자 | 희 생 번 | 희 생 플 | 볼 넷 | 고 4 | 사 구 | 삼 진 | 병 살 타 | 타 율 | 출 루 율 | 장 타 율 | O P S |
| --------- | --------- | ----- | ----- | ----- | ----- | ----- | ------- | ------- | ----- | ----- | ----- | ----- | -------- | -------- | -------- | ----- | ---- | ----- | ----- | -------- | ----- | -------- | -------- | ----- |
| 1999년    | 주니치    | 132   | 526   | 461   | 76    | 131   | 25      | 2       | 16    | 208   | 52    | 4     | 7        | 8        | 2        | 50    | 1    | 5     | 121   | 3        | .284  | .359     | .451     | .810  |
| 2000년    | 주니치    | 97    | 368   | 316   | 50    | 80    | 18      | 2       | 13    | 141   | 42    | 8     | 5        | 2        | 2        | 45    | 3    | 4     | 79    | 5        | .253  | .350     | .446     | .796  |
| 2001년    | 주니치    | 120   | 442   | 375   | 51    | 94    | 22      | 2       | 15    | 165   | 56    | 8     | 4        | 4        | 3        | 56    | 4    | 4     | 90    | 4        | .251  | .352     | .440     | .792  |
| 2002년    | 주니치    | 140   | 608   | 542   | 85    | 186   | 42      | 3       | 19    | 291   | 65    | 4     | 2        | 0        | 5        | 56    | 2    | 5     | 96    | 4        | .343  | .406     | .537     | .943  |
| 2003년    | 주니치    | 140   | 617   | 528   | 107   | 165   | 30      | 11      | 34    | 319   | 96    | 10    | 5        | 1        | 6        | 78    | 1    | 4     | 118   | 5        | .313  | .401     | .604     | 1.005 |
| 2004년    | 주니치    | 92    | 404   | 350   | 61    | 97    | 19      | 7       | 23    | 199   | 81    | 8     | 3        | 1        | 2        | 48    | 0    | 3     | 93    | 3        | .277  | .367     | .569     | .936  |
| 2005년    | 주니치    | 142   | 612   | 515   | 102   | 169   | 39      | 6       | 28    | 304   | 103   | 13    | 5        | 0        | 3        | 93    | 3    | 1     | 128   | 8        | .328  | .430     | .590     | 1.020 |
| 2006년    | 주니치    | 130   | 578   | 496   | 117   | 174   | 47      | 5       | 31    | 324   | 104   | 11    | 2        | 0        | 3        | 76    | 4    | 3     | 94    | 4        | .351  | .438     | .653     | 1.091 |
| 2007년    | 주니치    | 81    | 348   | 269   | 64    | 79    | 22      | 0       | 13    | 140   | 48    | 5     | 2        | 0        | 4        | 69    | 3    | 6     | 66    | 5        | .294  | .443     | .520     | .963  |
| 2008년    | CHC       | 150   | 590   | 501   | 79    | 129   | 25      | 3       | 10    | 190   | 58    | 12    | 4        | 2        | 5        | 81    | 9    | 1     | 104   | 7        | .257  | .359     | .379     | .738  |
| 2009년    | CHC       | 146   | 595   | 499   | 79    | 129   | 38      | 5       | 11    | 210   | 54    | 6     | 10       | 3        | 5        | 93    | 3    | 3     | 112   | 15       | .259  | .375     | .421     | .796  |
| 2010년    | CHC       | 130   | 429   | 358   | 45    | 94    | 20      | 2       | 13    | 157   | 44    | 7     | 8        | 3        | 4        | 64    | 1    | 0     | 67    | 5        | .263  | .371     | .439     | .809  |
| 2011년    | CHC       | 87    | 345   | 293   | 33    | 80    | 15      | 2       | 3     | 108   | 13    | 2     | 2        | 5        | 0        | 46    | 1    | 1     | 57    | 2        | .273  | .374     | .369     | .742  |
| 2011년    | CLE       | 59    | 258   | 237   | 26    | 59    | 12      | 1       | 5     | 88    | 22    | 2     | 4        | 1        | 2        | 15    | 3    | 3     | 53    | 6        | .249  | .300     | .371     | .671  |
| '11 소계  | CLE       | 146   | 603   | 530   | 59    | 139   | 27      | 3       | 8     | 196   | 35    | 4     | 6        | 6        | 2        | 61    | 4    | 4     | 110   | 8        | .262  | .342     | .370     | .712  |
| 2012년    | CWS       | 24    | 51    | 41    | 2     | 7     | 1       | 0       | 0     | 8     | 4     | 0     | 1        | 0        | 2        | 8     | 0    | 0     | 9     | 0        | .171  | .294     | .195     | .489  |
| 2013년    | 한신      | 63    | 241   | 212   | 18    | 42    | 11      | 0       | 6     | 71    | 31    | 0     | 1        | 0        | 0        | 28    | 3    | 1     | 43    | 1        | .198  | .295     | .335     | .630  |
| 2014년    | 한신      | 104   | 367   | 312   | 20    | 79    | 8       | 0       | 9     | 114   | 34    | 1     | 1        | 3        | 4        | 47    | 0    | 1     | 48    | 11       | .253  | .349     | .365     | .714  |
| 2015년    | 한신      | 140   | 569   | 495   | 53    | 139   | 24      | 3       | 20    | 229   | 76    | 1     | 2        | 1        | 7        | 65    | 1    | 1     | 75    | 15       | .281  | .361     | .463     | .824  |
| 2016년    | 한신      | 131   | 523   | 453   | 52    | 141   | 25      | 3       | 11    | 205   | 59    | 0     | 1        | 0        | 6        | 61    | 5    | 3     | 78    | 6        | .311  | .392     | .453     | .845  |
| 2017년    | 한신      | 127   | 526   | 441   | 68    | 116   | 20      | 3       | 18    | 196   | 79    | 1     | 2        | 1        | 4        | 77    | 1    | 3     | 92    | 17       | .263  | .373     | .444     | .818  |
| 2018년    | 123       | 499   | 414   | 57    | 116   | 26    | 2       | 14      | 188   | 72    | 2     | 1     | 0        | 7        | 73       | 2     | 5    | 90    | 10    | .280     | .389  | .454     | .843     |       |
| 2019년    | 104       | 403   | 348   | 39    | 89    | 16    | 1       | 10      | 137   | 47    | 0     | 0     | 2        | 3        | 49       | 1     | 1    | 85    | 5     | .256     | .347  | .394     | .740     |       |
| NPB：16년 | NPB：16년 | 1866  | 7631  | 6527  | 1020  | 1897  | 394     | 50      | 280   | 3231  | 1045  | 76    | 43       | 23       | 61       | 971   | 35   | 49    | 1396  | 106      | .291  | .383     | .495     | .878  |
| MLB：5년  | MLB：5년  | 596   | 2276  | 1929  | 264   | 498   | 111     | 13      | 42    | 761   | 195   | 29    | 29       | 14       | 18       | 307   | 17   | 8     | 402   | 35       | .258  | .359     | .395     | .754  |

- 2019년 시즌 종료 기준.
- 굵은 글씨는 시즌 최고 성적.

### 연도별 수비 성적
MLB
| 연도 | 좌익수 | 좌익수 | 좌익수 | 좌익수 | 좌익수 | 좌익수 | 중견수 | 중견수 | 중견수 | 중견수 | 중견수 | 중견수 | 우익수 | 우익수 | 우익수 | 우익수 | 우익수 | 우익수 | 외야수 | 외야수 | 외야수 | 외야수 | 외야수 | 외야수 |
| 연도 | 경기   | 척살   | 보살   | 실책   | 병살   | 수비율 | 경기   | 척살   | 보살   | 실책   | 병살   | 수비율 | 경기   | 척살   | 보살   | 실책   | 병살   | 수비율 | 경기   | 척살   | 보살   | 실책   | 병살   | 수비율 |
| ---- | ------ | ------ | ------ | ------ | ------ | ------ | ------ | ------ | ------ | ------ | ------ | ------ | ------ | ------ | ------ | ------ | ------ | ------ | ------ | ------ | ------ | ------ | ------ | ------ |
| 2008 | -      | -      | -      | -      | -      | -      | 12     | 10     | 0      | 0      | 0      | 1.000  | 137    | 245    | 6      | 5      | 0      | .980   | 143    | 255    | 6      | 5      | 0      | .981   |
| 2009 | -      | -      | -      | -      | -      | -      | 113    | 226    | 4      | 2      | 1      | .991   | 44     | 79     | 1      | 0      | 1      | 1.000  | 140    | 305    | 5      | 2      | 2      | .994   |
| 2010 | -      | -      | -      | -      | -      | -      | -      | -      | -      | -      | -      | -      | 110    | 190    | 4      | 1      | 1      | .995   | 110    | 190    | 4      | 1      | 1      | .995   |
| 2011 | -      | -      | -      | -      | -      | -      | 13     | 29     | 1      | 1      | 0      | .968   | 131    | 265    | 6      | 3      | 2      | .989   | 141    | 294    | 7      | 4      | 2      | .987   |
| 2012 | 10     | 17     | 0      | 0      | 0      | 1.000  | 1      | 2      | 0      | 0      | 0      | 1.000  | 4      | 3      | 0      | 0      | 0      | 1.000  | 15     | 22     | 0      | 0      | 0      | 1.000  |
| 통산 | 10     | 17     | 0      | 0      | 0      | 1.000  | 139    | 267    | 5      | 3      | 1      | .989   | 426    | 782    | 17     | 9      | 4      | .989   | 549    | 1066   | 22     | 12     | 5      | .989   |

- 2012년 기준.

NPB
| 연도 | 1루  | 1루  | 1루  | 1루  | 1루  | 1루    | 2루  | 2루  | 2루  | 2루  | 2루  | 2루    | 3루  | 3루  | 3루  | 3루  | 3루  | 3루    | 유격 | 유격 | 유격 | 유격 | 유격 | 유격   | 외야 | 외야 | 외야 | 외야 | 외야 | 외야   |
| 연도 | 경기 | 척살 | 보살 | 실책 | 병살 | 수비율 | 경기 | 척살 | 보살 | 실책 | 병살 | 수비율 | 경기 | 척살 | 보살 | 실책 | 병살 | 수비율 | 경기 | 척살 | 보살 | 실책 | 병살 | 수비율 | 경기 | 척살 | 보살 | 실책 | 병살 | 수비율 |
| ---- | ---- | ---- | ---- | ---- | ---- | ------ | ---- | ---- | ---- | ---- | ---- | ------ | ---- | ---- | ---- | ---- | ---- | ------ | ---- | ---- | ---- | ---- | ---- | ------ | ---- | ---- | ---- | ---- | ---- | ------ |
| 1999 | -    | -    | -    | -    | -    | -      | 1    | 0    | 1    | 1    | 0    | .500   | 44   | 15   | 35   | 4    | 2    | .926   | 109  | 138  | 254  | 13   | 49   | .968   | 12   | 9    | 0    | 1    | 0    | .900   |
| 2000 | -    | -    | -    | -    | -    | -      | -    | -    | -    | -    | -    | -      | 30   | 10   | 36   | 4    | 4    | .920   | 77   | 111  | 186  | 10   | 33   | .967   | -    | -    | -    | -    | -    | -      |
| 2001 | 1    | 0    | 0    | 0    | 0    | ----   | -    | -    | -    | -    | -    | -      | 51   | 30   | 79   | 3    | 8    | .973   | 11   | 14   | 26   | 1    | 6    | .976   | 61   | 90   | 1    | 2    | 0    | .978   |
| 2002 | -    | -    | -    | -    | -    | -      | -    | -    | -    | -    | -    | -      | -    | -    | -    | -    | -    | -      | -    | -    | -    | -    | -    | -      | 139  | 241  | 14   | 4    | 3    | .985   |
| 2003 | -    | -    | -    | -    | -    | -      | -    | -    | -    | -    | -    | -      | -    | -    | -    | -    | -    | -      | -    | -    | -    | -    | -    | -      | 136  | 244  | 14   | 4    | 2    | .985   |
| 2004 | -    | -    | -    | -    | -    | -      | -    | -    | -    | -    | -    | -      | -    | -    | -    | -    | -    | -      | -    | -    | -    | -    | -    | -      | 92   | 147  | 10   | 1    | 1    | .994   |
| 2005 | -    | -    | -    | -    | -    | -      | -    | -    | -    | -    | -    | -      | -    | -    | -    | -    | -    | -      | -    | -    | -    | -    | -    | -      | 141  | 256  | 12   | 0    | 2    | 1.000  |
| 2006 | -    | -    | -    | -    | -    | -      | -    | -    | -    | -    | -    | -      | -    | -    | -    | -    | -    | -      | -    | -    | -    | -    | -    | -      | 129  | 251  | 7    | 1    | 1    | .996   |
| 2007 | -    | -    | -    | -    | -    | -      | -    | -    | -    | -    | -    | -      | -    | -    | -    | -    | -    | -      | -    | -    | -    | -    | -    | -      | 79   | 171  | 6    | 3    | 1    | .983   |
| 2013 | -    | -    | -    | -    | -    | -      | -    | -    | -    | -    | -    | -      | -    | -    | -    | -    | -    | -      | -    | -    | -    | -    | -    | -      | 58   | 105  | 6    | 1    | 2    | .991   |
| 2014 | -    | -    | -    | -    | -    | -      | -    | -    | -    | -    | -    | -      | -    | -    | -    | -    | -    | -      | -    | -    | -    | -    | -    | -      | 99   | 180  | 4    | 0    | 2    | 1.000  |
| 2015 | -    | -    | -    | -    | -    | -      | -    | -    | -    | -    | -    | -      | -    | -    | -    | -    | -    | -      | -    | -    | -    | -    | -    | -      | 133  | 226  | 5    | 0    | 0    | 1.000  |
| 2016 | -    | -    | -    | -    | -    | -      | -    | -    | -    | -    | -    | -      | -    | -    | -    | -    | -    | -      | -    | -    | -    | -    | -    | -      | 122  | 177  | 5    | 1    | 1    | .995   |
| 2017 | -    | -    | -    | -    | -    | -      | -    | -    | -    | -    | -    | -      | -    | -    | -    | -    | -    | -      | -    | -    | -    | -    | -    | -      | 118  | 184  | 1    | 4    | 0    | .974   |
| 통산 | 1    | 0    | 0    | 0    | 0    | ----   | 1    | 0    | 1    | 1    | 0    | .500   | 125  | 55   | 150  | 11   | 14   | .949   | 197  | 263  | 466  | 24   | 88   | .968   | 1329 | 2110 | 85   | 22   | 15   | .990   |

- 2017년 시즌 종료 기준.